# La Marquise des ombres
Pour plus de détails, voir Fiche technique et Distribution.
La Marquise des ombres est un téléfilm français réalisé par Édouard Niermans en 2009 et diffusé en 2010.

## Synopsis
Ce téléfilm raconte le destin de Marie-Madeleine Dreux d'Aubray, devenue marquise de Brinvilliers, et exécutée le 17 juillet 1676 pour empoisonnement. Manipulée par son mystérieux amant le chevalier Godin de Sainte-Croix, et ayant gardé les séquelles d'une enfance douloureuse, elle n'hésite pas à empoisonner son père et ses deux frères afin de récupérer leur héritage.

## Fiche technique
- Réalisation : Édouard Niermans
- Scénario : d'après le roman de Catherine Hermary-Vieille
- Musique : Laurent Petitgirard
- Durée : 200 minutes
- Dates de diffusion :
  -  Belgique : 12 janvier 2010 sur La Une
  -  France : 9 février 2011 sur France 2

## Distribution
- Anne Parillaud : Marie-Madeleine de Brinvilliers
- Nicolas Bouchaud : Sainte-Croix
- Olivier Perrier : Dreux
- Éric Ruf : Gobelin
- Laurent Natrella : Antoine
- Astrid Bas : Thérèse
- Philippe Hérisson : Penautier
- Théo Frilet : l'abbé Briancourt
- Nicky Marbot : La Chaussée
- Michaël Vander Meiren : La Reynie
- Alice Gingembre : Marie-Madeleine adolescente
- César van Den Driessche : Père Pirot
- Maurice Antoni : Lamoignon
- Éric Bougnon : l'avocat Nivelle
- Valérie Moreau : Toinette
- Francine Lorin-Blazquez : Charlotte
- Martine Gauthier : Geneviève
- Jérémy Petit : Antoine adolescent